# Tetramerinx pantherina
Tetramerinx pantherina är en tvåvingeart som först beskrevs av Christian Rudolph Wilhelm Wiedemann 1824.  Tetramerinx pantherina ingår i släktet Tetramerinx och familjen husflugor. Inga underarter finns listade i Catalogue of Life.